# Bahodir Matlyubov
Bahodir Ahmedovich Matlyubov, parfois orthographié Bahodur Matlyubov (en ouzbek : Баҳодир Аҳмедович Матлюбов, en russe : Баходыр Ахмедович Матлюбов Bakhodyr Akhmedovitch Matlioubov, né le 11 mars 1952 à Samarcande dans la RSS d’Ouzbékistan en Union Soviétique) est un homme politique et militaire ouzbek.

## Biographie
Matlyubov devient premier vice-ministre des Affaires intérieures de l'Ouzbékistan en 2004. Dans la foulée des événements d'Andijon et des conséquences internationales qui en ont découlé qui ont mené à la démission du ministre Zokir Almatov, il est nommé à la tête du ministère le 5 janvier 2006 par le président Islom Karimov. Son mandat ne sera interrompu que par sa retraite qu'il prendra en décembre 2013. Il est alors remplacé par le major-général Adham Ahmadboyev qui est alors promu au même grade que celui de Matlyubov, soit celui de Lieutenant-général. Sa retraite sera cependant de courte durée puisqu'il est nommé à la tête de l'Académie du ministère des Affaires intérieures le 20 décembre 2016 en remplacement de Shavkat Ikromov.